# Nikki Cross
Nicola Glencross (Glasgow, Escocia, 21 de abril de 1989) es una luchadora profesional británica. Actualmente trabaja para la empresa estadounidense WWE, donde se presenta en la marca SmackDown bajo el nombre de Nikki Cross, además de ser miembro del stable The Wyatt Sicks. Entre sus logros, un reinado como Campeona Femenina de Raw, tres como Campeona Femenina en Parejas (con Alexa Bliss y Rhea Ripley), y once veces y la última Campeona 24/7.
Glencross comenzó su carrera como luchadora profesional dentro del circuito independiente, mismo en el que se presentaba como Nikki Storm, y notablemente trabajó para Insane Championship Wrestling, Pro-Wrestling: EVE y Shimmer Women Athletes. En 2016, Glencross firmó un contrato con WWE, cambiando su nombre al de Nikki Cross. Durante sus primeros años con la compañía, apareció en la marca NXT como parte del stable Sanity. Su primer personaje era el de una mujer psicópata y desquiciada que sufría cambios de humor. A mediados de 2018, Sanity fue ascendido a SmackDown pero sin Cross, quien permaneció en NXT.
Cross fue promovida al roster principal en diciembre de 2018. En 2019, fue cambiada a la marca Raw y formó un equipo con Alexa Bliss, ganando con ella en dos ocasiones el Campeonato Femenino en Parejas. En junio de 2021, Glencross debutó con un nuevo personaje que retrataba a una superheroína llamada Nikki A. S. H.. En julio de ese año, ganó el contrato Money in the Bank, y lo canjeó con éxito para convertirse en Campeona Femenina de Raw, y en septiembre volvería a ser Campeona en Parejas, pero con Rhea Ripley. En octubre de 2022, Glencross trajo devuelta su nombre y personaje original, el de Nikki Cross.

## Primeros años
Nicola Glencross nació y se crio en Glasgow, Escocia, y se graduó de la Universidad de Glasgow con un bachiller universitario en letras y una maestría en historia. También es instructora de fitness y entrenadora personal calificada.

## Carrera

### Circuito independiente (2008-2016)

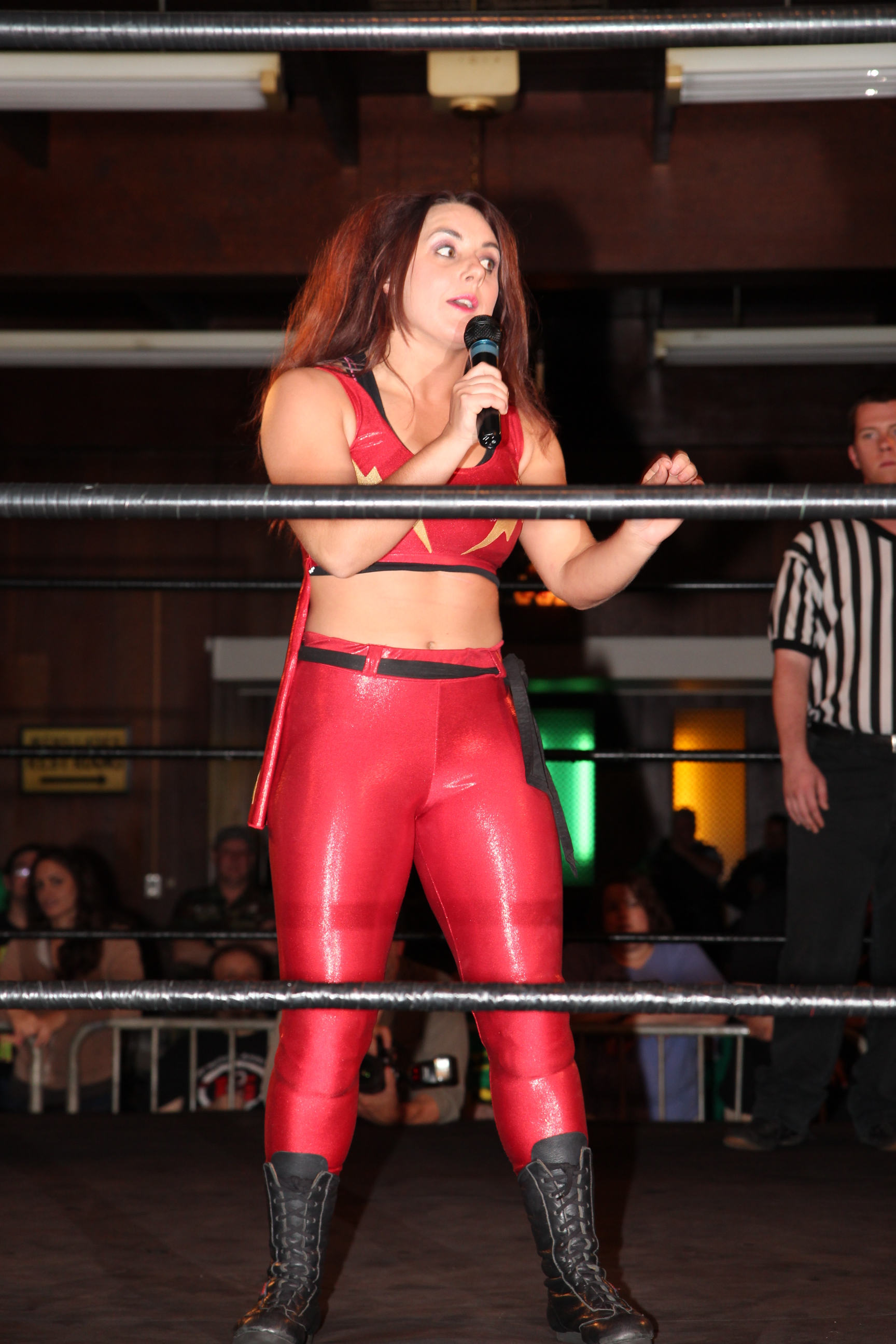
Nikki Storm en Shimmer Women Athletes, 2012.

En septiembre de 2008, Glencross comenzó a entrenar en Scottish Wrestling Alliance, donde hizo su debut en la promoción, compitiendo bajo el nombre de Nikki Storm. En febrero de 2010, comenzó a trabajar en el circuito independiente británico y se convirtió en un pilar de promociones como su debut en Insane Championship Wrestling (ICW), y Pro-Wrestling: EVE, donde ganó el Campeonato de Pro-Wrestling: EVE tres veces. En 2013, Storm comenzó a viajar a Japón con JWP Joshi Puroresu, e hizo algunas apariciones en World Wonder Ring Stardom hasta mediados del verano de 2015.
En octubre de 2013, Storm comenzó a luchar en las promociones femeninas estadounidenses Shimmer Women Athletes, Shine Wrestling y Women Superstars Uncensored. También ha luchado en Global Force Wrestling (GFW), Absolute Intense Wrestling (AIW), World Wide Wrestling League (W3L), Queens of Combat, y World Xtreme Wrestling.
Storm compitió en el British Boot Camp 2 de Total Nonstop Action Wrestling (TNA), el cual comenzó a emitirse en octubre de 2014, pero no logró ganar.

### WWE (2016–presente)

#### Sanity (2016-2018)
Glencross recibió una prueba con la WWE en Londres durante el otoño de 2015, y en abril de 2016, fue una de las diez firmantes que habían comenzado a entrenar en el WWE Performance Center en Orlando, Florida. Debutó en NXT el 22 de abril, durante un evento en vivo. En agosto, durante un video en directo en Facebook, fue presentada como Nikki Cross. Hizo su primera aparición televisada y debutó en el ring en el episodio del 17 de agosto de NXT bajo el nombre de Nikki Glencross, donde compitió en un six-woman Tag Team match junto a Carmella y Liv Morgan, derrotando a Daria Berenato, Mandy Rose y Alexa Bliss.
En el episodio del 12 de octubre de NXT, Cross regresó como parte del stable heel debutante, Sanity, junto con Alexander Wolfe, Eric Young y Sawyer Fulton (quien más tarde fue reemplazado por Killian Dain). Ella y Young acompañaron a Fulton & Wolfe a una lucha por equipos contra Bobby Roode & Tye Dillinger en la primera ronda del torneo Dusty Rhodes Tag Team Classic, la cual ganaron. Una semana más tarde, Cross obtuvo su primera victoria en luchas individuales televisadas sobre Danielle Kamela, sin embargo, la decisión se invirtió cuando Cross continuó atacando a Kamela después del combate.
En el episodio del 11 de enero de 2017 de NXT, Cross acudió en ayuda de la Campeona Femenina de NXT Asuka, quien estaba siendo atacada por Peyton Royce y Billie Kay, antes de traicionar a Asuka y atacarla también. Como resultado, Cross, Royce y Kay fueron ubicadas en un Fatal 4-Way match por el Campeonato Femenino de NXT el 28 de enero en el evento NXT TakeOver: San Antonio, el cual Cross no ganó. En mayo, Cross participó en un Battle Royal para determinar a la contendiente número uno al Campeonato Femenino de NXT de Asuka, donde ella, Ruby Riot y Ember Moon fueron atacadas por Asuka por ser las últimas competidoras que quedaron en el combate y, como resultado, las cuatro fueron colocadas en un Fatal 4-Way match por el campeonato en NXT TakeOver: Chicago, el cual luego fue cambiado a un Triple Threat match después de que Ember Moon sufrió una lesión. En el evento, Cross no pudo capturar el título. En una revancha titular que fue disputada en un Triple Threat Elimination match una vez más contra ambas mujeres, Riot fue la primera eliminada antes de que el combate terminara sin resultado, ya que Cross y Asuka pelearon tras bastidores. Esto condujo a un Last Woman Standing match (el primero en la historia de la WWE) entre las dos mujeres por el Campeonato Femenino de NXT en el episodio del 28 de junio de NXT, en el que Cross fue derrotada una vez más. El 19 de agosto en NXT TakeOver: Brooklyn III, Cross acompañó y ayudó a Sanity a capturar los Campeonatos en Parejas de NXT de The Authors of Pain. En octubre, Cross ganó un lugar para un Fatal 4-Way match para el vacante Campeonato Femenino de NXT el 18 de noviembre en NXT TakeOver: WarGames, el cual finalmente fue ganado por Ember Moon.

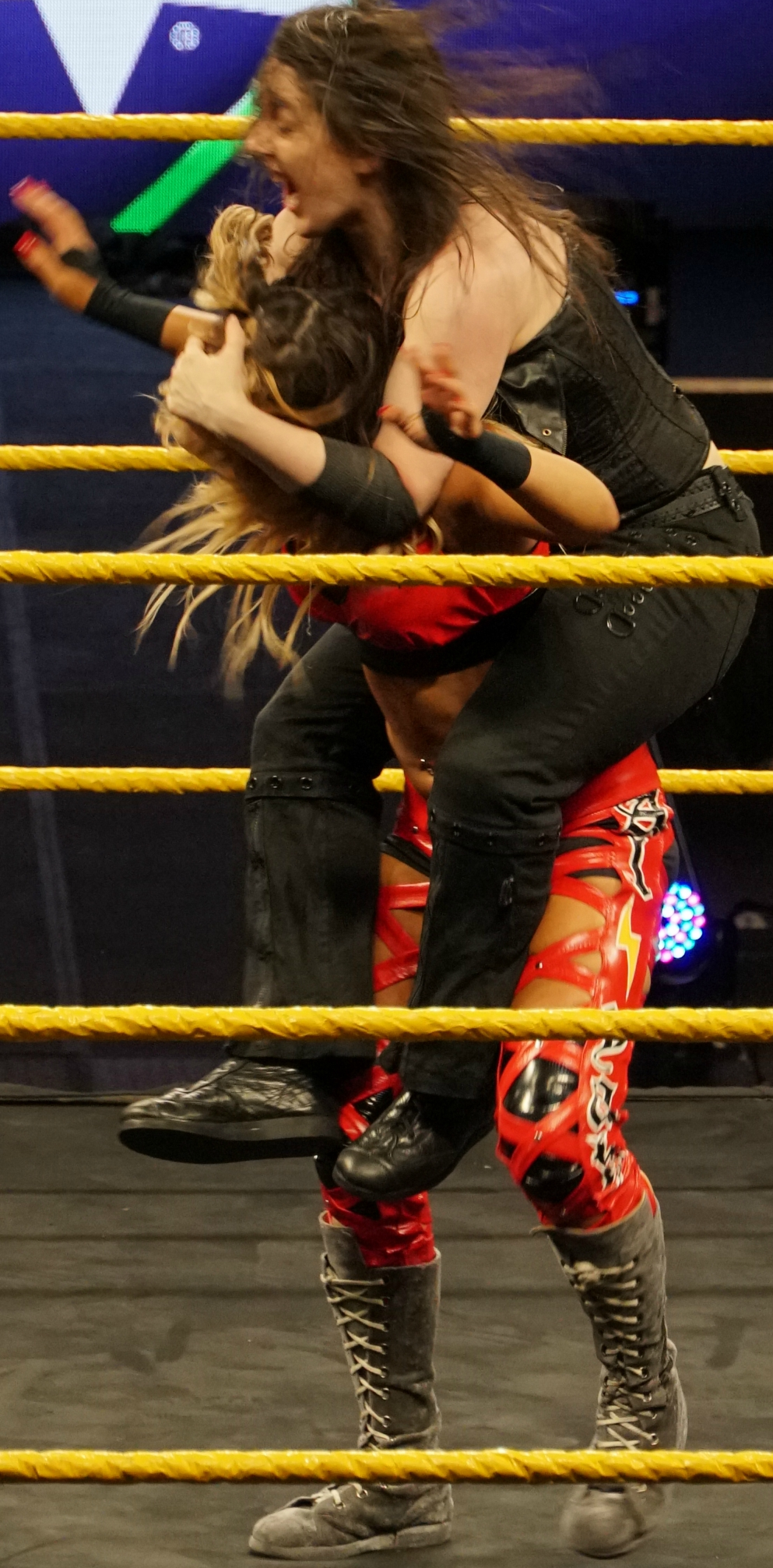
Cross (de negro) aplicándole un standing sleeper hold a Aliyah durante una lucha, en 2018.

A principios de 2018, Cross comenzó una pequeña racha ganadora, derrotando a Lacey Evans y Vanessa Borne. Durante el Superstar Shake-up de la WWE, sus compañeros de Sanity, Eric Young, Alexander Wolfe y Killian Dain fueron traspasados a SmackDown, dejando a Cross en NXT para volver a trabajar como competidora individual. A lo largo del verano, Cross comenzó un feudo con Shayna Baszler por el Campeonato Femenino de NXT, lo que condujo a una lucha entre las dos, en la que Cross fracasó una vez más y fue derrotado por rendición técnica. Después de una breve ausencia, Cross regresó en agosto y la colocaron en el storyline del ataque misterioso sobre Aleister Black, donde se reveló que era una testigo cuando estaba en el techo del edificio en el momento en que fue atacado. En septiembre, Cross también comenzó un pequeño feudo con Bianca Belair que condujo a una lucha entre las dos que terminó en doble cuenta fuera. Un mes después, en el episodio del 17 de octubre de NXT, una revancha terminó sin resultado, luego de que Aleister Black regresó y la interrumpió para preguntarle a Cross quién era su atacante. Johnny Gargano finalmente fue revelado como el atacante y su participación en el storyline provocó un encuentro entre Cross y la esposa de Gargano, Candice LeRae, a quien pudo derrotar en una lucha individual en NXT TakeOver: WarGames II. Cross luchó en su último combate en NXT en el episodio del 9 de enero de 2019, donde perdió contra Bianca Belair, terminando oficialmente su feudo entre las dos.
En el episodio del 6 de noviembre de 2018 de SmackDown en Mánchester, Cross se enfrentó a la Campeona Femenina de SmackDown Becky Lynch, después de responder a su desafío abierto pero fue derrotada. En el episodio del 17 de diciembre de Raw, Cross fue anunciada como una de los seis luchadores de NXT que estarían a punto de ser traspasados al elenco principal. En el episodio del 14 de enero de 2019 de Raw, Cross se asoció con Bayley & Natalya para enfrentar y derrotar a The Riott Squad (Liv Morgan, Ruby Riott & Sarah Logan).
En Royal Rumble, Cross ingresó en el Women's Royal Rumble match como la número 8, donde duró nueve minutos antes de ser eliminada por The IIconics (Billie Kay y Peyton Royce). En el episodio del 4 de febrero de Raw, Cross, junto con Alicia Fox, atacó a Bayley y Sasha Banks antes de su lucha clasificatoria a un Elimination Chamber match por los inaugurales Campeonatos Femeninos en Parejas de WWE en Elimination Chamber, pero terminaron perdiendo el combate. En el kick-off de WrestleMania 35, Cross participó en el WrestleMania Women's Battle Royal, pero fue eliminada por Asuka.

#### Equipo con Alexa Bliss (2019-2020)
Después de no haber sido mencionada en el Superstar Shake-up, fue designada al elenco de Raw poco después en mayo. En el episodio del 13 de mayo de Raw, Cross apareció en un segmento tras bastidores con Alexa Bliss, actuando mucho más calmada de lo normal. Luego, reemplazó a Bliss en un Fatal 4-Way match que también involucró a Dana Brooke, Naomi y Natalya, el cual ganó. Este fue su primer combate en Raw desde febrero. Más tarde, se anunció que Cross reemplazaría a Bliss en el Women's Money in the Bank Ladder match en Money in the Bank, debido a que Bliss estaba lesionada. Sin embargo, Cross no logró capturar el maletín. Después del evento, Cross, que se convirtió en la "mejor amiga" de Bliss, comenzando a actuar como su mánager y compañera de equipo, esto a partir del episodio del 20 de mayo de Raw, donde Cross, Bliss y Becky Lynch derrotaron a Lacey Evans y las IIconics. Durante las siguientes semanas, Cross continuó su alianza con Bliss, quien se encontraba en un feudo con Bayley por el Campeonato Femenino de SmackDown. Durante ese tiempo, Bliss y Cross recibieron una oportunidad por los Campeonatos Femeninos en Parejas de WWE contra The IIconics en el episodio del 17 de junio de Raw, pero fueron derrotadas debido a una interferencia de Bayley.
En Stomping Grounds, Cross intentó confrontar a Bayley durante su defensa titular contra Bliss, y eso hizo que Bliss perdiera ante Bayley. Luego de eso, Cross venció a Bayley en una lucha individual dos noches después en SmackDown, lo que le permitió a Bliss ganar una revancha contra Bayley en Extreme Rules. Luego de haber ganado un Beat the Clock Challenge contra Bayley en el episodio del 8 de julio en Raw, Cross hizo del combate en Extreme Rules un 2-on-1 Handicap match por el título de Bayley, donde Cross y Bliss fueron derrotadas. En el episodio del 5 de agosto de Raw, Cross y Bliss ganaron los Campeonatos Femeninos en Parejas de WWE en un Fatal 4-Way Elimination match, marcando el primer campeonato de Cross en la WWE. En el kick-off de SummerSlam, Bliss & Cross tuvieron su primera defensa titular exitosa contra las excampeonas The IIconics. La noche siguiente en Raw, Cross & Bliss derrotaron a The Kabuki Warriors (Asuka & Kairi Sane) para retener nuevamente los títulos. En el episodio del 19 de agosto de Raw, Cross & Bliss derrotaron a Fire & Desire (Mandy Rose & Sonya Deville) en una lucha no titular. La semana siguiente en Raw, Cross fue derrotada por Bayley en una lucha no titular. En el episodio del 2 de septiembre de Raw, Bliss & Cross perdieron por descalificación ante Becky Lynch & Bayley en una lucha por equipos después de que Sasha Banks interrumpió en el combate y atacó a Lynch. La noche siguiente en SmackDown, Bliss & Cross perdieron ante Mandy Rose y Sonya Deville en una lucha no titular. El 15 de septiembre en Clash of Champions, Bliss & Cross retuvieron los campeonatos ante Fire & Desire. La noche siguiente en Raw, Cross & Bliss perdieron ante Bayley & Sasha Banks en una lucha no titular. La siguiente semana en Raw, Cross fue derrotada por Banks por rendición. El 6 de octubre en Hell in a Cell, Cross & Bliss perdieron los Campeonatos Femeninos en Parejas de WWE ante The Kabuki Warriors, terminando su reinado a los 62 días.
El 11 de octubre, debido al Draft, se anunció que Cross permanecería en la marca Raw. Sin embargo, al igual que Bliss, Cross fue traspasada a la marca SmackDown el 15 de octubre. El anuncio fue dado por el director de operaciones Triple H durante el estreno del programa WWE Backstage en Fox Sports. En el episodio del 18 de octubre de SmackDown, Cross ganó un Six-Pack Challenge después de cubrir a Mandy Rose para convertirse en la contendiente número uno al Campeonato Femenino de SmackDown de Bayley. La semana siguiente en SmackDown, Cross derrotó a Rose en una lucha individual. En la edición del 1 de noviembre de SmackDown, Cross perdió ante Bayley, por lo que no logró ganar Campeonato Femenino de SmackDown. Después del combate, Cross, Bayley y Sasha Banks fueron atacadas por la Campeona Femenina de NXT, Shayna Baszler. El 8 de noviembre en SmackDown, Cross perdió ante Banks. Después del combate, Bayley la atacó por la espalda, pero Baszler apareció nuevamente para ayudarla. El 15 de noviembre en SmackDown, su combate contra Bayley terminó en sin resultado, luego de una intervención de Baszler, Rhea Ripley, Mia Yim, Dakota Kai y Tegan Nox de NXT. Posteriormente, Cross ganó junto con Banks, Dana Brooke y Carmella un 8-Woman Tag Team match contra Ripley, Yim, Kai y Nox. El 17 de noviembre, se reveló que Cross era integrante final del Team SmackDown, el cual se enfrentaría al Team Raw y al Team NXT en un Traditional Survivor Series Elimination Women's match en Survivor Series. En el evento, Cross fue la primera eliminada del Team SmackDown por Bianca Belair. Finalmente, el Team SmackDown perdió el combate.
El 26 de enero en el evento Royal Rumble, Nikki participó en la Women's Royal Rumble Match entrando en el puesto 4 pero fue eliminada por Bianca Belair. Se pactó una lucha por los Campeonatos Femeninos en Parejas donde The Kabuki Warriors (Asuka & Kairi Sane) defenderían sus títulos ante Cross y Alexa Bliss en WrestleMania 36. En WrestleMania 36 junto a Alexa Bliss derrotaron a The Kabuki Warriors (Asuka & Kairi Sane), ganando los Campeonatos Femeninos en Pareja de la WWE por 2.ª vez. En el SmackDown! posterior a WrestleMania, junto a Alexa Bliss, nuevamente derrotaron a The Kabuki Warriors (Asuka & Kairi Sane), reteniendo los Campeonatos Femeninos en Parejas de la WWE, terminando el feudo. En el SmackDown! del 24 de abril, junto a Alexa Bliss derrotaron a Carmella & Dana Brooke y retuvieron los Campeonatos Femeninos en Parejas de la WWE. El 5 de junio en SmackDown, junto a Alexa Bliss fueron derrotadas por la Campeona Femenina de SmackDown! Bayley & Sasha Banks, perdiendo los Campeonatos Femeninos en Parejas de la WWE, terminando con su reinado de 62 días.

#### Almost a Super Hero y regreso como Nikki Cross (2021-2024)
El 28 de junio de 2021 en Raw, Nikki se presenta a sí misma como Nikki A.S.H (Almost a Super Hero, Casi una súper heroína) nombre bajo el que trabajara con ese gimmick.
En el evento Money in the Bank, Nikki ganó el contrato de maletín, aprovechándose de la distracción de las demás contendientes, entre ellas, Natalya, Naomi, Tamina Snuka. La siguiente noche en Raw, Nikki hace efectivo el contrato de su maletín ganado en Money in the Bank sobre Charlotte Flair, luego de que esta fuese atacada por Rhea Ripley tras un combate que terminó en descalificación. De esta manera, Nikki se convirtió en la nueva portadora del Campeonato Femenino de Raw. El 21 de agosto en SummerSlam, el título le fue devuelto a Flair después de que perdiera una triple amenaza en la que también se involucro a Rhea Ripley, terminando su reinado con 33 días. En el RAW del 20 de septiembre, Nikki hizo equipo con Rhea Ripley y vencieron al Tag Team de Natalya y Tamina, para hacerse con los WWE Women's Tag Team Championships.
En el episodio del 3 de enero de Raw, Nikki y Ripley no pudieron recuperar los títulos de Carmella y Queen Zelina en una revancha. La semana siguiente en Raw, atacó a Ripley convirtiéndose así en heel. En Royal Rumble, participó en el Royal Rumble match femenino entrando en el puesto #22, eliminando a Molly Holly (Mighty Molly) para después atacarla, pero fue eliminada por la eventual ganadora Ronda Rousey. En el Raw del 11 de abril, interrumpió la despedida de soltera de Dana Brooke & Tamina, intentando cubrir a Brooke para obtener el Campeonato 24/7 de la WWE, sin embargo fue detenida y atacada por Tamina siendo deslizada por toda la mesa de la cantina. La siguiente semana, estuvo presente en la boda doble de Brooke con Reggie y de Tamina con Akira Tozawa, que terminó en una disputa por el título. En el Main Event emitido el 27 de abril, perdió ante Liv Morgan. A la siguiente semana en Raw, atacó por sorpresa a Brooke y cubriéndola para la cuenta de 3, ganando el Campeonato 24/7 de la WWE por primera vez. Más tarde esa noche, Nikki perdió el título a manos de Brooke terminando con un reinado de unos minutos, y más tarde esa misma noche, se encontraba en backstage y apareció Doudrop preguntándole "si está lista para dejar de jugar y tomarse las cosas en serio?" a lo que Nikki responde que sí.
Después de que el Campeonato Femenino en Parejas de la WWE quedara vacante en mayo, Nikki y Doudrop ingresaron a un torneo para coronar a las nuevos campeonas que comenzó en agosto. Sin embargo, perdieron en la primera ronda ante Alexa Bliss & Asuka. En el episodio del 26 de agosto de SmackDown, tuvieron una segunda oportunidad para regresar al torneo entre otros tres equipos que habían sido eliminadas, aunque las ganadoras resultaron ser Natalya & Sonya Deville. Nikki reapareció en NXT tras casi tres años en el episodio del 30 de agosto, y junto a Doudrop desafiaron a las campeonas de parejas femeninas de NXT Katana Chance & Kayden Carter por los títulos en Worlds Collide. Al hacerlo, se convirtió en la primera mujer en WWE en competir por todos los campeonatos femeninos actualmente activos (eso si contamos el Campeonato 24/7 siendo este un título intergénero). En Worlds Collide, ambas fracasaron en su intento de capturar las preseas debido a la interferencia de Toxic Attraction (Gigi Dolin & Jacy Jayne).
En el episodio del 24 de octubre de 2022 de Raw, Cross interfirió durante un combate entre Bayley y Bianca Belair, atacando a ambas mujeres, y revirtiendo su personalidad al de su personaje anterior de NXT, Nikki Cross. En el episodio del 7 de noviembre de Raw, Nikki se unió a Damage Control (Bayley, Dakota Kai, e IYO SKY) en una pelea contra Bianca Belair, Asuka, y Alexa Bliss. Más tarde se anunció que Cross haría equipo con Damage Control para enfrentarse a Belair, Asuka, y Bliss en un combate de estipulación WarGames pactado para el 26 de noviembre en Survivor Series WarGames. Esa misma noche, Cross derrotó a Dana Brooke para ganar por undécima vez el Campeonato 24/7, el cual después arrojaría cerca de un bote de basura estando en backstage. El título fue desactivado el 9 de noviembre del 2022, convirtiéndose en la última campeona del mismo.

#### The Wyatt Sicks (2024-presente)
En el episodio del 17 de junio de 2024 de Raw, Cross fue revelada como miembro del stable The Wyatt Sicks, apareciendo visualmente como la representante de Sister Abigail, o Abby the Witch, un personaje que anteriormente formó parte de la Firefly Funhouse, y que era parte crucial en la historia y leyenda de Bray Wyatt.

## Vida personal
El 17 de enero de 2019, Glencross se casó con su novio y excompañero de Sanity, Damian Mackle, más conocido como Killian Dain.

## Otros medios
Hizo su debut dentro de los videojuegos como un personaje jugable en WWE 2K18 y aparece en WWE 2K20, WWE 2K22, WWE 2K23, y  WWE 2K24.

## Campeonatos y logros
- Pro-Wrestling: EVE
  - Pro-Wrestling: EVE Championship (3 veces)[6]

- Pro Wrestling Illustrated
  - Situada en el puesto Nº18 del PWI Female 100 en 2019[109]
  - Situada en el puesto Nº22 del PWI Tag Team 50 en 2020 – con Alexa Bliss[110]

- WWE
  - Raw Women's Championship (1 vez)
  - WWE Women's Tag Team Championship (3 veces) – con Alexa Bliss (2) y Rhea Ripley (1)
  - WWE 24/7 Championship (11 veces, última)
  - Women's Money in the Bank (2021)